# أتيليو موريسي
أتيليو موريسي (و. 1933 – 1995 م) هو راكب دراجة هوائية سويسري، ولد في لوغانو، شارك في طواف فرنسا، توفي عن عمر يناهز 62 عاماً.

## روابط خارجية
- أتيليو موريسي على موقع أرشيف الدراجات (الإنجليزية)
- أتيليو موريسي على موقع إحصائيات الدراجات الإحترافية (الإنجليزية)